# 世界足球 胜利十一人2012
《世界足球 胜利十一人2012》是一款由科乐美公司制作和发行的足球类电子游戏。本游戏于2011年9月首先发行。游戏在PlayStation 3、任天堂3DS、PlayStation Portable和Xbox 360等平台发行。
《世界足球 胜利十一人2012》的剧情是根据《世界足球 胜利十一人2011》而细化。游戏在人工智能、速度和图像方面进行了改善。
游戏收到普遍正面和混合评价。GameRankings给予本游戏79.75%的分数。